# Viggasjön
Viggasjön är en sjö i Karlskrona kommun i Blekinge och ingår i Lyckebyåns huvudavrinningsområde. Sjön har en area på 0,223 kvadratkilometer och ligger 87,7 meter över havet.

## Delavrinningsområde
Viggasjön ingår i det delavrinningsområde (623862-149734) som SMHI kallar för Mynnar i Lyckebyån. Medelhöjden är 83 meter över havet och ytan är 25,48 kvadratkilometer. Det finns ett avrinningsområde uppströms, och räknas det in blir den ackumulerade arean 40,97 kvadratkilometer. Lillån som avvattnar avrinningsområdet har biflödesordning 2, vilket innebär att vattnet flödar genom totalt 2 vattendrag innan det når havet efter 11 kilometer. Avrinningsområdet består mestadels av skog (78 %) och jordbruk (11 %). Avrinningsområdet har 0,71 kvadratkilometer vattenytor vilket ger det en sjöprocent på 2,8 %.